# Lefevre Jean-Claude
Pour les articles homonymes, voir Jean-Claude Lefebvre et Lefebvre.
Lefevre Jean Claude est le « nom d'artiste » de l'artiste contemporain Jean-Claude Lefevre, né à Coutances en 1946.  

## Expositions
- Vincent Dupont-Rougier / Lefevre Jean Claude, Granville Gallery, Paris, 2012.
- Tracts ! Cabinet du livre d’artiste, université Rennes 2 ; 2012
- Les murs d’une maison, l’acte en peinture, Maison Cantoisel, Joigny ; 2012.
- Boîtes noires, correspondances, Café Le Flore, Paris, 26 mai, 2011
- Pour information 1 [passe à ton voisin] Le Centre des livres d’artistes, Saint-Yrieix-la-Perche ; 2011.
- La photocopie, Cabinet du livre d’artiste, université Rennes 2 ; 10 février au 4 mars 2011.
- lefevre jean claude rutault, Interface, Dijon, 2011
- Very Nice Lefevre Jean-Claude, Garage 103, Nice, 1978